# Kümpel (Hennef)
Kümpel ist ein Ortsteil der Stadt Hennef (Sieg) im Rhein-Sieg-Kreis in Nordrhein-Westfalen. Er besteht aus den Ortsteilen Niederkümpel und Oberkümpel, heute Kümpeler Hof genannt.

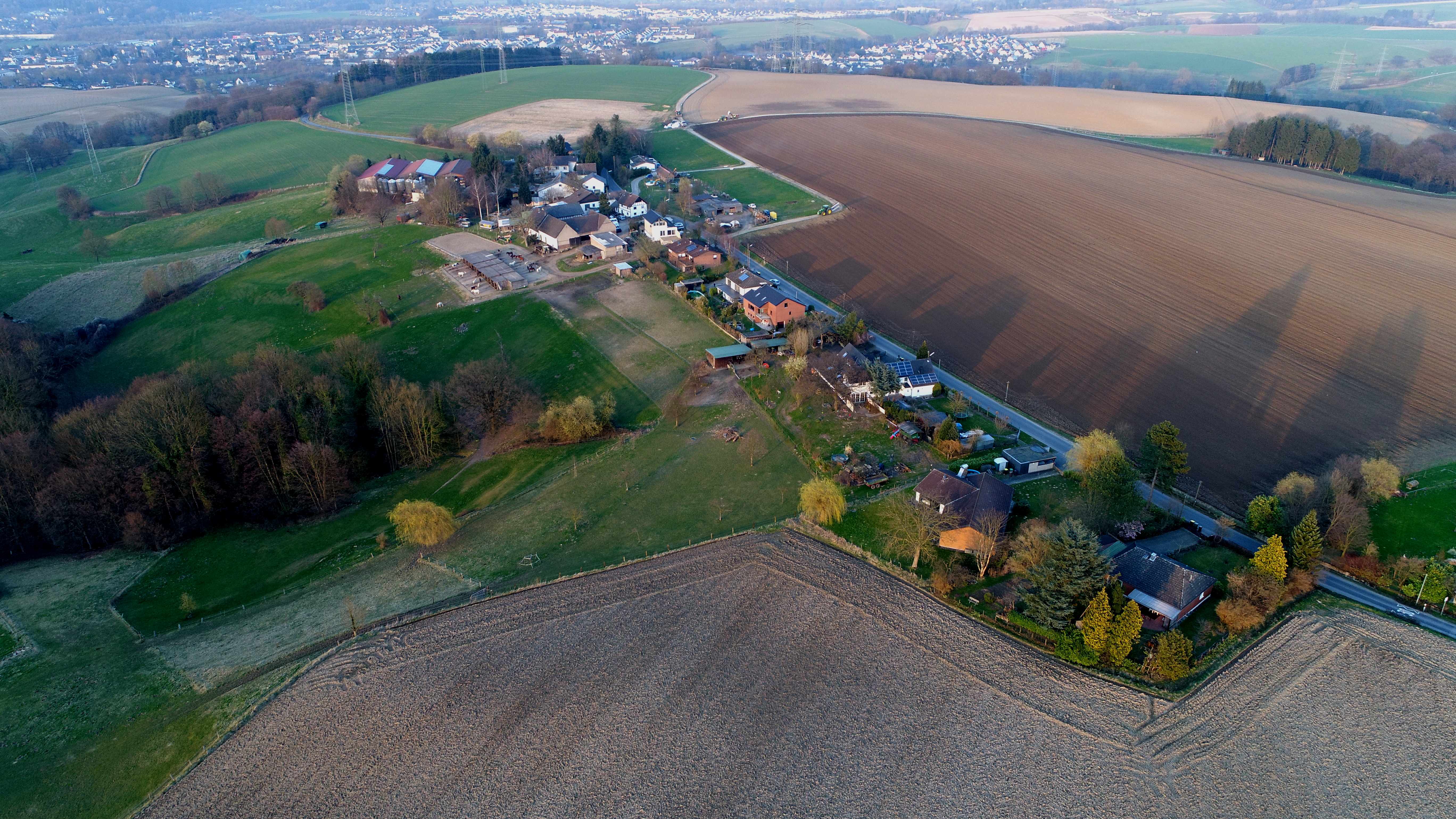
Kümpel, Luftaufnahme (2017)

## Lage
Der Ort liegt in einer Höhe von 160 Metern über N.N. auf den Hängen des Westerwaldes, aber noch im Naturpark Bergisches Land, an der Grenze der Gemarkungen Geistingen (größerer, nördlicher Teil) und Söven (südlicher, kleinerer Teil einschließlich Kümpeler Hof). Nachbarorte sind Lanzenbach im Osten, Söven im Westen, Wippenhohn im Nordwesten und Hennef im Norden.

## Geschichte
1910 gab es in Niederkümpel die Haushalte Former Adolf Dahm, Schlossergeselle Heinrich Dahm und Tagelöhner Philipp Dahm, Fabrikarbeiter Adolf Dausenbach, Ackerer Christian Ditscheid, Ackerin Witwe Heinrich Hartlies, Ackerer Wilhelm Lichtenberg, Ackerer Theodor Losem, Geschossfabrikarbeiter Hilarius Schmitz, Fabrikschlosser Hilarius Josef Schmitz, Ackerer Wilhelm Schwarz und Fabrikarbeiter Joseph Weber. Für Oberkümpel war der Gutspächter Urban Engels verzeichnet.
Bis 1934 gehörte Kümpel zur Gemeinde Geistingen.